# Itaconsäureanhydrid
Itaconsäureanhydrid ist das cyclische Anhydrid der ungesättigten Dicarbonsäure Itaconsäure und wird bei der Pyrolyse von Citronensäure erhalten. Das wegen seiner einfachen Zugänglichkeit aus preisgünstigen nachwachsenden Rohstoffen als vielseitiges Monomer und Molekülbaustein (engl. building block) propagierte Itaconsäureanhydrid (als Derivat der so genannten biobasierten Plattformchemikalie Itaconsäure) hat bisher die darauf gesetzten Erwartungen nicht erfüllt.

## Herstellung
Bei der Destillation von Citronensäure wurde bereits 1836 als eines der Produkte die so genannte „Brenzcitronensäure“, korrekt Itaconsäureanhydrid, erhalten.
Nach einer Organic Syntheses-Vorschrift wird beim schnellen Erhitzen von Citronensäure-monohydrat Itaconsäureanhydrid in bescheidener Ausbeute (37–47 %) erhalten. Als Nebenprodukt fällt das thermodynamisch stabilere Citraconsäureanhydrid an.
Auch beim Erhitzen von wasserfreier Citronensäure auf 260 °C im Vakuum wird ein Gemisch von Itacon- und Citraconsäureanhydrid in guter Ausbeute erzielt.
Sehr viel ergiebiger sind Verfahren, die von der biotechnologisch gut zugänglichen Itaconsäure ausgehen, die bei Temperaturen von 165–180 °C und Drücken von 10–30 mmHg in Gegenwart katalytischer Mengen starker Säuren, wie z. B. konzentrierter Schwefelsäure, ausschließlich Itaconsäureanhydrid in Ausbeuten bis 98 % liefert.
Um Überhitzung und damit höhere Anteile an Citraconsäureanhydrid zu vermeiden, kann die Dehydratisierungsreaktion auch in höhersiedenden aromatischen Lösungsmitteln, wie z. B. Toluol oder Xylolen in Gegenwart von saurem Montmorillonit oder in Cumol in Gegenwart von Methansulfonsäure durchgeführt werden.
In beiden Varianten werden Ausbeuten von 95–97 % an Itaconsäureanhydrid erzielt.
Ein neueres Verfahren der Cyclisierung von Dicarbonsäuren mit Diethylcarbonat in Gegenwart eines Chrom-Salen-Komplexes mit µ-Nitrido-bis(triphenylphosphan)-chlorid als Cokatalysator liefert in 1millimolaren Ansätzen bereits bei 40 °C quantitativ mit Citraconsäureanhydrid (18 %) verunreinigtes Itaconsäureanhydrid, ist aber wegen seiner teuren Katalysatoren technisch uninteressant.

## Eigenschaften
Itaconsäureanhydrid ist ein farbloser, kristalliner Feststoff, der sich in vielen polaren organischen Lösungsmitteln löst und mit Wasser unter Bildung von Itaconsäure hydrolysiert. Die Substanz sollte daher unter Feuchtigkeitsausschluss und in inerter Atmosphäre gelagert werden. Bei Temperaturen oberhalb seines Schmelzpunktes lagert sich Itaconsäureanhydrid in Citraconsäureanhydrid um. Auch bei deutlich niedrigeren Temperaturen, wie z. B. in siedendem Chloroform, kann diese Isomerisierung in Gegenwart tertiärer Amine stattfinden.
Die schwankenden Werte der angegebenen Schmelzpunkte sind auf die in der Praxis unvermeidlichen Verunreinigungen des Produkts mit Citraconsäureanhydrid zurückzuführen.

## Anwendungen
Durch Umsetzung von Itaconsäureanhydrid mit Phosphorpentachlorid PCl5 erhält man Itaconsäuredichlorid (Itaconylchlorid),
aus dem mit Diaminen Polyamide mit reaktionsfähigen Vinylidengruppen gebildet werden können.
Bromierung von Itaconsäureanhydrid bei – 20 °C und anschließende Dehydrobromierung liefert unter Verschiebung der Doppelbindung in den Fünfring 2-Brommethylmaleinsäureanhydrid in 70 %iger Reinausbeute.
Otto Diels und Kurt Alder beschrieben schon 1928 die Addition (Diels-Alder-Reaktion) des Dienophils Itaconsäureanhydrid an das Dien Cyclopentadien.
Auch der aus nachwachsenden Rohstoffen zugängliche Furfurylalkohol reagiert als Dien unter Bildung des Diels-Alder-Addukts, wobei sich durch Reaktion der Alkoholgruppe mit der cyclischen Anhydridstruktur ein Lacton und eine Carbonsäuregruppe, d. h. der cyclische Halbester der Itaconsäure bildet.
In einer Friedel-Crafts-Acylierung reagiert Itaconsäureanhydrid mit Aromaten, wie z. B. Benzol immer so, dass die Ringöffnung an der Carbonylgruppe erfolgt, die weiter von der Methylengruppe entfernt ist (3-Stellung).
An die Methylengruppe lassen sich Nukleophile, wie z. B. Thiole leicht addieren.
Mit Nukleophilen, wie z. B. Alkoholen, Ammoniak, Aminen und Hydroxylamin reagiert Itaconsäureanhydrid regioselektiv in 3-Stellung zu den entsprechenden Estern, Amiden und Hydroxamsäuren.
Die mit O-Benzylhydroxylamin entstehende Hydroxamsäure kann in hohen Ausbeuten mit Dicyclohexylcarbodiimid DCC zu fünfgliedrigen Isoimiden (Iminofuranone) oder mit Acetanhydrid Ac2O zu Imiden cyclisiert werden.
Der postulierte Ersatz von Maleinsäureanhydrid durch Itaconsäureanhydrid in den zur Papierleimung vielfach eingesetzten Alkenylbernsteinsäureanhydriden ist bisher noch nicht technisch realisiert.
Auch eine Reihe fünf-, sechs- und siebengliedriger Heterocyclen, wie z. B. Benzothiazepine, ist aus Itaconsäureanhydrid in brauchbaren Ausbeuten zugänglich.

### Polymere mit Itaconsäureanhydrid
Als ungesättigtes cyclisches Anhydrid kann Itaconsäureanhydrid sowohl bei der radikalischen Polymerisation als auch durch Polykondensation mit Diolen oder Diaminen Polymere bilden. Die beiden unterschiedlichen Polymerbildungsreaktionen können auch sequentiell – zuerst Polymerisation, dann Polykondensation oder umgekehrt – durchgeführt werden.
Radikalisch erzeugte Itaconsäureanhydrid-Polymere und -Copolymere werden unter Ringöffnung alkalisch zu Polyitaconsäuren hydrolysiert oder durch Polymeranaloge Reaktionen in polymere Säureamide oder Ester überführt.
Die erhaltenen Copolymeren zeigen Eigenschaften, die sie als Biomaterialien für therapeutische Systeme und Prothesen interessant machen.
Ein eleganter Weg der Darstellung von funktionellen Polymeren ausschließlich aus biogenen Monomeren stellt die ringöffnende metathetische Polymerisation ROMP eines aus Itaconsäureanhydrid und Furfurylalkohol durch Diels-Alder-Lactonisierung gebildeten Oxanorbornen-Esters mithilfe eines Grubbs II-Katalysators dar.